# Tit Memmi
Tit Memmi (en llatí Titus Memmius) va ser un magistrat romà del segle ii aC. Formava part de la gens Mèmmia, una gens romana d'origen plebeu.
El senat romà va enviar a Memmius com a ambaixador a Acaia i a Macedònia per escoltar les queixes dels provincials contra els magistrats romans d'aquells districtes. Es desconeixen els resultats de les seves gestions. Això va passar al començament del domini romà, iniciat l'any 168 aC.